# Rhynchoglossum azureum
Rhynchoglossum azureum är en tvåhjärtbladig växtart som först beskrevs av Diederich Franz Leonhard von Schlechtendal, och fick sitt nu gällande namn av Brian Laurence Burtt. Rhynchoglossum azureum ingår i släktet Rhynchoglossum och familjen Gesneriaceae. Inga underarter finns listade i Catalogue of Life.